# Motivatie en presteren: Achievement goal theory
Motivatie en presteren, Achievement goal theory is een theorie die beschrijft hoe motivatie en taakprestatie (zowel binnen de sport als daarbuiten, bijvoorbeeld in een werkcontext) met elkaar samenhangen. Het maximaliseren van de motivatie van sporters is een belangrijk onderwerp in de sportpsychologie, omdat motivatie als belangrijke determinant voor een optimale sportprestatie wordt gezien. Waarom zijn sommige sporters intens gemotiveerd en blijven zij een sport lang beoefenen, terwijl andere sporters hun interesse in de sport snel verliezen? Hoe kunnen atleten hun motivatie om een sport te beoefenen vergroten? Door de jaren heen zijn veel onderzoeken gedaan naar motivatie in sport, naar aanleiding waarvan een aantal theorieën is ontwikkeld, zoals de achievement need theory (Atkinson, 1964), de attributietheorie (Weiner, 1979), de theory of competence motivation (Harter, 1978) en eigeneffectiviteitstheorie (Bandura, 1977). De meeste van deze benaderingen zijn ook van toepassing buiten de sport.
Een theorie uit het sociaal-cognitief perspectief die een antwoord schetst op deze vragen is de achievement goal theory van Likang Chi. Volgens deze theorie is het grootste belang van de sporters het tonen van hoge vaardigheden en het vermijden van het tonen van lage vaardigheden. De perceptie over het niveau van de eigen vaardigheden speelt daarom een belangrijke rol bij het presteren. Eerst zal worden gekeken op welke manier succes kan worden geïnterpreteerd, vervolgens zal belicht worden welke rol de ontvangen competentie speelt bij het presteren. Ten slotte zal gekeken worden hoe deze besproken factoren met elkaar interageren en wat voor consequenties dit teweegbrengt.

## Doeloriëntatie
Wat als succes wordt gedefinieerd door een atleet, is afhankelijk van de doeloriëntatie van de sporter. Er zijn 2 soorten doeloriëntaties (Nicholls,1989):
1. Taakoriëntatie (of 'mastery'-oriëntatie): Wanneer een sporter taakgericht is, is het succes van de sporter gebaseerd op de ervaring van persoonlijke vooruitgang. Deze atleet vergelijkt zijn succes met zijn vorige prestaties en is dus zelfreflecterend. Kenmerkend voor deze vorm van doeloriëntatie is:
- plezier in het uitvoeren van de taak
- zelfvertrouwen
- hoge inzet
- weinig behoefte aan vergelijking van de prestaties met andere sporters

2. Ego-oriëntatie (of 'performance' oriëntatie): Sporters met deze vorm van doeloriëntatie zijn vooral bezig met het demonstreren van hun vermogens in vergelijking met anderen. Het succes van de sporter wordt gekenmerkt door het verslaan van de tegenstanders. Kenmerken van ego-oriëntatie zijn:
- plezier in resultaat
- onzekerheid
- alleen hard werken als het niet anders kan

Maar wanneer wordt een sporter gecategoriseerd als 'mastery'-georiënteerd of 'performance' -georiënteerd? Nicholls formuleerde drie factoren die bepalen welke vorm van doeloriëntatie een sporter bezit:
- Individuele verschillen: Taakoriëntatie en ego-oriëntatie zijn onafhankelijk. Dit betekent dat een sporter zowel ego- als taakgeoriënteerd kan zijn of juist alleen taak of ego georiënteerd.
- Situationele factor: Wanneer de omgeving nadruk legt op het leren van fouten, persoonlijke verbetering van vaardigheden en deelname, roept dit vooral taakoriëntatie op. Aan de andere kant, wanneer de omgeving gekenmerkt wordt door normatieve feedback, interpersoonlijke competitie en sociale evaluatie, zal eerder een ego oriëntatie ontwikkeld worden.
- Ontwikkelingsfactor: Kinderen zijn van nature taak georiënteerd. Voor ego oriëntatie is een zekere kennis nodig over het prestatievermogen. Kinderen tot twaalf zullen daarom niet ego georiënteerd zijn, omdat zij nog niet over voldoende kennis over hun eigen vaardigheden beschikken.

## Ontvangen competentie
Volgens achievement goal theory zijn de successen van een taakgeoriënteerd persoon gebaseerd op persoonlijke verbetering op een taak. De perceptie van deze persoon over zijn competentie voor een opgave is dus verwijzend naar de sporter zelf. Daarom hebben deze sporters een groter gevoel van controle en een minder gevoel van dreiging, ongeacht de competentie voor een taak. Dit is niet het geval voor ego georiënteerde sporters. Bij deze individuen is de ontvangen competentie gerelateerd aan het verslaan van tegenstanders en niet aan persoonlijke verbetering. Wanneer zij twijfelen aan hun vermogens, zijn zij meer bezorgd met het laten zien van een laag vermogen aan anderen, dan het demonstreren van een hoog vermogen. Een gevolg hiervan is dat ego georiënteerde atleten een grotere mate van competitieve angst ervaren, dan de taak georiënteerde atleten.

## Gedrag
Door deze competitieve angst verandert ook het gedrag van de sporter. Taakgeoriënteerde atleten zullen goede, passende taken uitkiezen, zullen veel moeite doen om hun doelstellingen te behalen, hebben een hoog doorzettingsvermogen, ongeacht op welke niveau zij hun eigen vaardigheden inschatten. Ego georiënteerde atleten daarentegen, zullen alleen deze gedragingen laten zien, wanneer zij hun eigen vaardigheden hoog inschatten voor een taak. Wanneer zij echter een lage competentie voor een taak denken te hebben, zullen zij maladaptief gedrag vertonen, omdat zij bang zijn een laag niveau te laten zien tegenover de andere sporters(zie tabel 1). Zij zullen dus eerder stoppen en gebrekkig presteren. Ook zullen zij kiezen voor een heel makkelijke taak, zodat ze zeker weten dat zij genoeg vaardigheden hiervoor hebben of juist een heel moeilijke taak, zodat iedereen slecht presteert.
Tabel 1.
| Soort doeloriëntatie | Ontvangen competentie | Doel gerelateerd gedrag |
| -------------------- | --------------------- | --- |
| Taak                 | Hoog                  | Adaptief; veel moeite -doorzetten, verbeterde prestatie en goede taak keuze                                                |
| Taak                 | Laag                  | Adaptief |
| Ego                  | Hoog                  | Adaptief |
| Ego                  | Laag                  | Maladaptief; gebrek aan doorzettingsvermogen, gebrekkige prestatie en het kiezen van een te moeilijke of te makkelijk taak |

De achievement goal theory heeft een belangrijke basis opgezet voor het begrijpen van praktisch gebruik van prestatiemotivatie in sportsituaties. Onderzoek heeft aangetoond dat de situationele doelstructuur/het motivationele klimaat invloed heeft op de perceptie van de sporter, attitudes en gedrag. 'Mastery'(taak) klimaat worden geassocieerd met intrinsieke motivatie, het geloof dat moeite loont, plezier, teamcohesie (Huang & Chi, 1994) en tevredenheid met het team (Walling et al., 1993). Aan de andere kant wordt een 'performance' (ego) klimaat vooral geassocieerd met competitieve angst en heeft een negatieve invloed op taakcohesie.
Wanneer de omgeving van de sporter wordt gekarakteriseerd als 'mastery' klimaat, ervaren sporters eerder plezier en tevredenheid. Het is dus belangrijk dat coaches, ouders en sportpsychologen de nadruk leggen op de criteria die een 'mastery' klimaat bevorderen (zie tabel 2) en de negatieve invloed van 'performance' klimaat zo veel mogelijk te beperken.
Tabel 2.
| Doel                                                            | Strategieën |
| --------------------------------------------------------------- | --- |
| Taak Training activiteiten                                      | Ontwikkelingen van gevarieerde, individuele uitdagende oefeningen. Helpen met opzetten van goede doelen.                |
| Autoriteit Deelname van de atleet in instructionele processen   | Betrekken van de atleet in beslissingen en leiderschapsrollen.                                                          |
| Herkenning Redenen voor herkenning, distribueren van beloningen | Herkennen van individuele inspanning en vooruitgang. Gelijke kansen voor beloningen.                                    |
| Evaluatie Bekijken van prestaties, feedback                     | Betrekken zelfevaluatie van de atleet. Evaluatie privé en betekenisvol maken.                                           |
| Tijd Flexibel trainingsschema,                                  | Geven van kansen en tijd voor verbetering. Helpen van sporters bij het ontwikkelen van training- en competitieschema's. |